# Rock Marinfest
Rock Marinfest je hrvatski humanitarni rock festival koji se održava od 2008. u vinkovačkom klubu Vanilli. Nazvan je po tragično preminulom gitaristu grupe Majke, Marinu Pokrovcu.  

Festival traje 3 dana u kojima nastupa više od stotinu glazbenica i glazbenika, uz niz drugih događanja kao što su izložba fotografija, kazališna predstava, projekcija, te prodajni štandovi s donacijama. Svi izvođači nastupaju besplatno, a sav prihod daruje se Udruzi invalida Bubamara iz Vinkovaca.